# Луций Петроний Тавър Волузиан
Луций Петроний Тавър Волузиан (на латински: Lucius Petronius Taurus Volusianus) е политик, генерал и сенатор на Римската империя през 3 век.
Произлиза от Етрурия и е син на Луций Петроний. Служи от 245 г. като легат на XXX Победоносен Улпиев легион в Долна Германия, от 254 г. е командир на X Близначен легион в Дакия и на XIIII Близначен легион в Горна Панония и на Дунав.
През 260 г. и 267 г. е преториански префект. През 261 г. Волузиан е консул заедно с император Галиен. От 267 до 268 г. той е praefectus urbi на Рим.
„CIL XI 1836: L(ucio) Petronio L(uci) f(ilio) / Sab(atina) Tauro Volu/siano v(iro) co(n)s(ulari) / ordinario praef(ecto) praet(orio) / em(inentissimo) v(iro) praef(ecto) vigl(um) / p(erfectissimo) v(iro) trib(uno) / coh(ortis) primae praet(oriae) protect(ori) / Augg(ustorum) nn(ostrorum) item trib(uno) coh(ortis) IIII praet(oriae) / trib(uno) coh(ortis) XI urb(anae) trib(uno) coh(ortis) III vig(ilum) leg(ionis) X / et XIIII Gem(inae) provinciae Pannoniae superiori(s) / it<e=I>m leg(ionum) Daciae praeposito equitum sin/gularior(um) Augg(ustorum) nn(ostrorum) p(rimo) p(ilo) leg(ionis) XXX Ul/piae centurioni deputato eq(uo) pub(lico) / ex V decur(iis) Laur(enti) Lavin(ati) / ordo Arretinorum patrono / optimo“